# Culión
Culion es un municipio (tagalo: bayan; cebuano: lungsod; ilongo: banwa; ilocano: ili; a veces munisipyo en tagalo, cebuano e ilongo y munisipio en ilocano)  de primera categoría perteneciente a la provincia  de Palawan en Mimaropa, Región IV-B de Filipinas. 
De acuerdo con el censo del año 2000, tiene una población de 14,302 habitantes y 3,082 hogares.

## Barrios
El municipio de Culión se divide, a los efectos administrativos, en 14 barangayes o barrios, conforme a la siguiente relación:
| - Balala - Baldat - Binudac | - Culango - Galoc - Jardín | - Libis - Luac - Malaking Patag | - Osmeña - Tiza - (Pescadores) | - (Chindonán) - De Carabao - Burabod | - Halsey |

En la Población de Culión habitan 3.633 personas y está formada por los barrios de Culango (366), de Balala sede municipal (806), de Libis (1.249) y de Tiza (1.212).

## Geografía

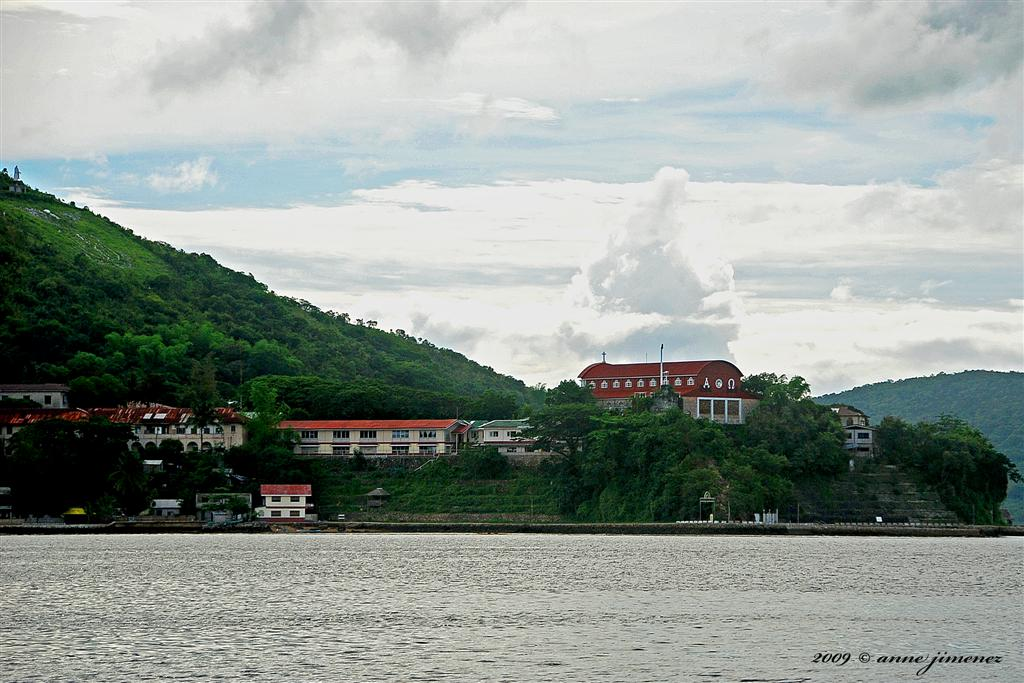
Puerto y restos de la Fuerza.

Su término ocupa la totalidad de  isla de Culión y otras adyacentes. Todas forman parte del de las islas Calamianes que se encuentra situada en el norte de la provincia de Paragua, entre el mar de la China Meridional el Mar de Joló. Esta isla se encuentra entre las de Busuanga al norte, Linapacán al sur y Corón a levante.
Linda al norte con el municipio de Busuanga, barrio de Maglalambay, islas es islotes de Popotoán, Nalaut Oriental, Nalaut Occidental, Malbinchilao del Norte,  Rat, Malbinchilao del Sur, Mangenguey y Depelengued.
Al nordeste le separa de isla Busuanga el Paso del Oeste de Corón, lindando con las islas del barrio de  Concepción, Pagtenga o Cay del Norte, Pagbinit o Cay del Sur, Maltatayoc, Dicilingán, Dasilingán (Dicilingán Maliit) , Horse, Malcatop, Malcatop Oriental, Dicoayán y Calumboyán.; y del barrio de Santo Niño, Lajo, Pass, Darab, Dibu, Santa Mónica y Manglet.
A levante la bahía de Corón enfrenta las costas del vecino municipio de Corón, barrio de Bintuán en isla Busuanga; barrio insular de  Lajala;  barrios de Banuang Daán y de Cabugao en la isla de Culión; y el también insular de  Bulalacao más al sur.
Al sur la isla de Decabaitot (Decabaitot Islands), situada al norte del estrecho de Linapacán (Linapacan Strait ), es un barrio del municipio vecino de Linapacán.

### Galoc
El barrio de Galoc, situado en el extremo noroccidental, y comprende,  además de su parte insular, la isla del mismo nombre ( Galoc Island) y también las de Napula, a levante, y de Molao Bolao en el interior de la Bahía de Ugnisán. Sitios de Balolo y de Talarukan, en la isla de Galoc; en la de Culión: Diborda, Lebeng, Piday, Buyot, Baboy, Damipac y Negative Barrio.

### Luac
El barrio de Luac, situado frente al Paso del Oeste de Corón, frente a la isla de Lajo y de Dibolinay. Comprende,  además de su parte insular, la isla de Lamud y los islotes de Mona, de Nici, de Lajoy-Lajoy y de Kalo.

### Jardín
El barrio de  Jardín , ocupa una península situada en la isla de Culión entre las bahías de Corón, al este, y de Kalalalingday al oeste. También comprende las isla principal de Marily, en el Paso del Oeste de Corón y otras menores: Tampit, Lamay (Ennanda), Demang, Bakbak, Lakit, Naglayán y de Tending. Sitios de Dibognot, de Mangahán y de Tabulsit.

### Baldat
El barrio de  Baldat, en la isla de Culión, comprende en la Bahía de Kalalalingday las islas de Pachiri y de Laput, así como el islote de Alao. Linda al norte con el barrio Jardín y con la mencionada bahía; al sur con el barrio de Malaking Patag; al este con el barrio de Luac; y al oeste con el de Osmeña.
Forman parte de este barrio los sitios de Patongpong, de Palumpung, de Dinaydayán, de Nuglayán, de Negatuive y de Carigmalan, situados todos en la isla de Culión.

### Culango
El barrio de  Culango, en la isla de Culión, comprende la parte occidental de la Población así como las islas de Basco, Chindonán, Bugur y Sand y los islotes de Cacayaren al norte y de Inlulucut al sur. Todas situadas frente a la península de Jardín y a la isla de Marily en el Paso del Oeste de Corón.
La parte insular, de reducidas dimensiones y de forma triangular, linda al norte con la bahía de Baldat, al este con el barrio de Balala, sede del municipio, y al oeste con el de Baldat.

### Balala
El barrio de  Balala, en la isla de Culión, de reducidas dimensiones, comprende la parte central de la Población, siendo la sede de su ayuntamiento. Linda al norte con la  Bahía de Baldat frente a la isla de Chindonán; al sur con el barrio de Baldat; al este con los barrios de Tiza y de Libis; y al oeste con el de Colango.

### Tiza
El barrio de  Tiza, en la isla de Culión, de reducidas dimensiones, comprende la parte meridional de la Población, incluyendo la isla de Sebic (Bulok-bulok).
Linda al norte con el barrio de Libis; al sur con el barrio de Osmeña; al este con la  Bahía de Baldat, frente a la isla de Chindonán;  y al oeste con el de Baldat.

### Libis
El barrio de  Libis, en la isla de Culión, es el de más reducidas dimensiones, comprendiendo la parte septentrional de la Población.
Linda al norte y al este con la  Bahía de Baldat, frente a la isla de Chindonán; al sur con el barrio de Tiza; y al oeste con el de Balala.

### Malaking Patag
El barrio de  Malaking Patag ocupa la parte central de la isla. Linda al norte con los barrios de  Baldat y de Luac; al sur con los barrios de Binudac y de Halsey y también con la Ensenada de Deinalula, donde se encuentra las islas de Gage, de Bacaón , Iguana, de Balacatop, de Alligator, de Lapac y de Oyster ; al este con el barrio de Osmeña; y al oeste con la Bahía de Bonongán en el mar de la China Meridional.

### Binudac
El barrio de  Binudac  ocupa la parte occidental en el centro de la isla. Linda al norte con el barrio de Malaking Patag; al sur y al este con la Ensenada de Halsey que le separa de los barrios de Halsey y de De Carabao y donde se encuentra las islas de Álava y de Bankelón; al oeste con el mar de la China Meridional donde se encuentra el islote de Saddle.

### Osmeña
El barrio de  Osmeña   ocupa la parte oriental de la isla, lindando al norte con el barrio de Tiza, al sur con los de Burabod y de Halsey, al este con la bahía de San Pedro, y al oeste con los de Baldat y de  Malaking Patag.
También comprende la isla principal de Tambón, en el Paso del Oeste de Corón y otras menores como son Bunsón y Tampel, así como los islotes de  Bayaca y de  Malcapuya.

### Burabod
El barrio de  Burabod ocupa la parte oriental de la isla, lindando al norte con el barrio de Osmeña, al sur y al oeste con el barrio de Halsey; al este con la bahía de San Pedro, frente a la isla de Tambón.
Forman parte de este barrio las islas de Palomaria, Mabubayak, Pingkitinán y de Dibanca.

### Halsey
El barrio de  Halsey ocupa la parte meridional de la isla, linda al norte con los barrios de Malaking Patag y de Osmeña; al sur con el barrio indígena de de Carabao; al este con el mar de Joló frente al barrio de Bulalacao perteneciente al municipio de Corón; y al oeste con la  Ensenada de Halsey que nos separa del barrio de Binudac.
Forman parte de este barrio las islas de Guinlep y de Calipipit a levante y las de Rhodes (Pucoy) y de Banta a poniente en la ensenada del mismo nombre, brazo sur.

### De Carabao
El barrio indígena de  de Carabao ocupa el extremo meridional de la isla, linda al norte con el barrio de Hesley; al sur,  donde se encuentra la bahía de Igay, con el Canal de Dicabaito,  que le separa de la isla de Decabaitot (Decabaitot Islands) en el municipio vecino de Linacapán; al este con el mar de Joló frente al barrio de Bulalacao perteneciente al municipio vecino de Corón; y al oeste con la  Ensenada de Halsey que nos separa del barrio de Binudac, frente a la Isla de Álava.
Forman parte de este barrio las islas de Bankil, situada a poniente en el Estuario de Coring que comunica con la ensenada de Halsey, y la de Calumbuyán en el Canal de Dicabaito.

## Historia

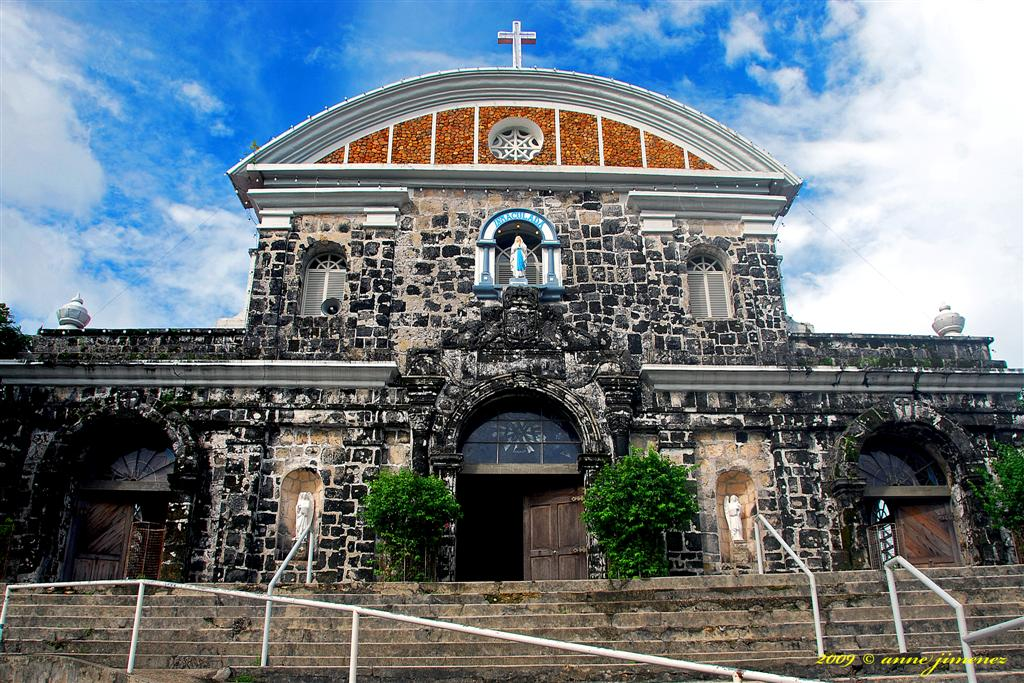
Iglesia parroquial católica de la Inmaculada Concepción, ubicada en el interior de la fortaleza.

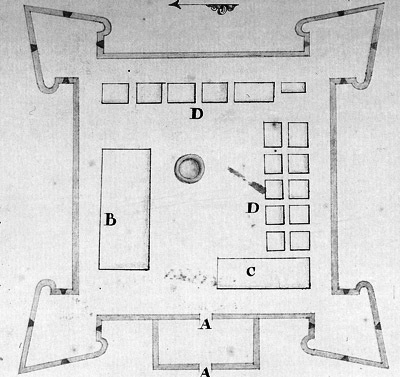
Plano del fuerte de Culión, según el informe de Valdés Tamón.

Culión, junto con los Cuyo, Agutaya y  Linapacán, es uno de los cuatro fuertes de Calamianes,  obra del agustino Juan de San Severo. Fue demolido hacia 1930, quedando solamente la iglesia que estuvo protegida en su interior.
Se conserva su planimetría realizada por Valdés Tamón.
La isla de Culión pertenecía a la provincia de Calamianes, separada de la parte continental de Paragua, pasando a ser una de las de las 35 que formaban la división política del archipiélago Filipino, en la parte llamada de Visayas,  audiencia territorial  y Capitanía General de Filipinas, y en lo espiritual a la diócesis de Cebú.
En 1912, durante de Ocupación estadounidense de Filipinas  fue creada la reserva nacional para leprosos en la provincia de Paragua, tal como se describe en la Orden Ejecutiva n.º 35.
La creación de este municipio data del 19 de febrero de 1992 cuando la isla Leprosería de Culión (Culion Leper Colony) y las de Marily, Sand, Tampel, Lamud, Galoc, Lanka, Tambon, Dunaun, Alava, Chindonán y un islote sin nombre situado al sur de isla Chindonán (latitud 11º55'N, longitud 12º02'E). El ayuntamiento se sitúa en el barrio de Balala.
Limitaba entonces el municipio:  al norte con los municipio de Busuanga y de Corón, con Concepción y Salvación en el Grupo de Islas Calamian; al sur con el municipio de Bacuit-Taytay y área de Linapacán; al este con el Mar de la China Meridional; al oeste con el Paso Oriental de Cuyo.
El 12 de marzo de 2001 los barrios de Burabod y Halsey, hasta entonces pertenecientes al municipio de Busuanga, quedan separados de dicho municipio pasando a formar parte desde entonces al municipio de Culión. ese mismo día se crea el barrio de Carabao, para las comunidades culturales indígenas agrupando los siguientes sitios, todos hasta entonces pertenecientes a este municipio de Culión, a saber:  Bacutao, Baracuan, Binabaan, Cabungalen, Corong, De Carabao (Lumber Camp), Igay, Layanglayang, Marily Pula y Pinanganduyan.

## Lepra

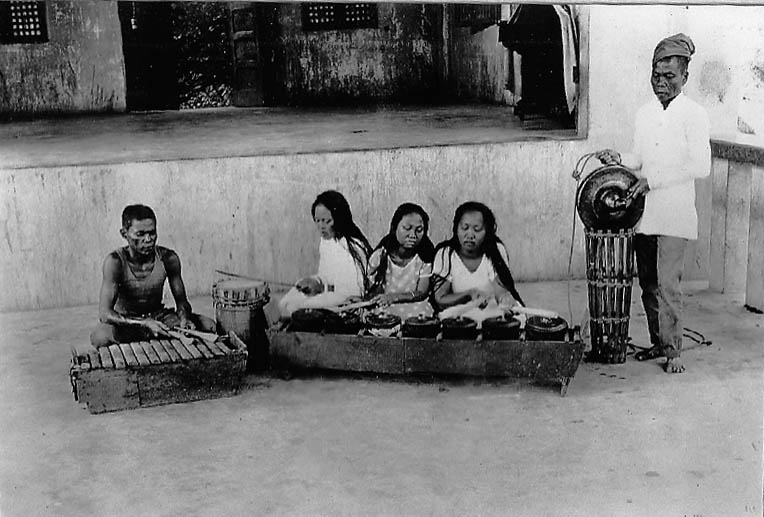
Leprosería de Culión.

También conocida como la "Isla de los muertos vivientes", fue una leprosería durante muchos años. 
Antes de que llegaran los colonizadores españoles, los indígenas filipinos ya conocían la Lepra, que consideraban un castigo divino y combatían a través de remedios artesanales tan crueles como enterrar hasta el cuello a los leprosos en agujeros llenos de hojas secas, o permanecer en remojo en intestinos de vaca.
En el siglo XVII, misioneros castellanos que querían poner fin a estas prácticas inhumanas abrieron las primeras leproserías en Manila y Cebú, de donde procedía la mayor parte de los infectados.
Desconcertadas por la ausencia de una cura, las autoridades coloniales ignoraron sistemáticamente el problema, hasta que en 1898 España perdió todos sus dominios en ultramar y Filipinas pasó a ser administrada por Estados Unidos.
Alarmados por el riesgo sanitario de unos cuatro mil leprosos vagando por el archipiélago, los estadounidenses decidieron establecer al norte de la región de Palawan una colonia a imagen y semejanza de otra que ya funcionaba con éxito en la isla de Molokai en Hawái.
En 1906, comenzaron a desembarcar en Culión los primeros grupos de leprosos, y un año después se aprobó una ley que instaba a las fuerzas de seguridad a detener a cualquier persona sospechosa de padecer la lepra.
Todos los diagnósticos positivos eran enviados a la colonia, cuya población empezó a crecer de forma vertiginosa, hasta llegar en 1925 a la cifra de 16.138 internos, la mayor de cualquier leprosería del planeta.
La isla estaba dividida en dos zonas, de enfermos y no enfermos, y para trasladarse de una a otra había que cruzar dos puestos de control vigilados por guardas armados, que disuadían a los enfermos que pensaran en fugarse.
Para que la comunidad quedara aún más aislada, se emitió hasta una moneda propia para evitar el contrabando y se separó a hombres y mujeres.

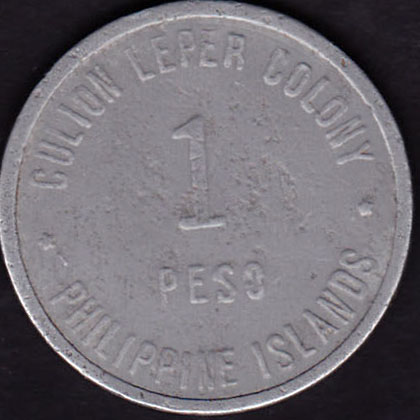
Moneda propia de la leprosería acuñada en 1913.

Con el paso del tiempo y gracias a la eficacia de tratamientos con nuevos medicamentos, las autoridades relajaron algunas de las restricciones, permitiendo los matrimonios entre pacientes, entre otras novedades.
También se curaron más enfermos, que abandonaron la comunidad y regresaron a sus lugares de origen, donde se enfrentaron al reto de lograr ser aceptados de nuevo por sus familias.
La II Guerra Mundial y la invasión japonesa marcaron el momento más duro para la leprosería, pues las fuerzas niponas cortaron el flujo de provisiones, y en 1944 más de 2.000 internos murieron por falta de alimento.
Desde la liberación y durante las siguientes décadas, la colonia vivió un continuo éxodo de pacientes, hasta que a la caída del régimen de Ferdinand Marcos, se optó por invertir los fondos en una fundación para estudiar la enfermedad.
En 1988, el Gobierno filipino declaró a Culión libre de lepra, lo que permitió votar por primera vez en unas elecciones a sus habitantes, que en 2006 celebraron el centenario de la llegada de los primeros enfermos.
Las instalaciones han sido convertidas en un destartalado y polvoriento museo financiado, entre otras instituciones, por la ONG española Anesvad, fundada en 1968 por el religioso jesuita vasco Javier de Olazábal S.J., quien trabajó más de dos décadas en el hospital.